# 10952 Vogelsberg
10952 Vogelsberg là một tiểu hành tinh vành đai chính với chu kỳ quỹ đạo là 1812.2509980 ngày (4.96 năm).
Nó được phát hiện ngày 24 tháng 9 năm 1960.